# Krzysztof Szczerski

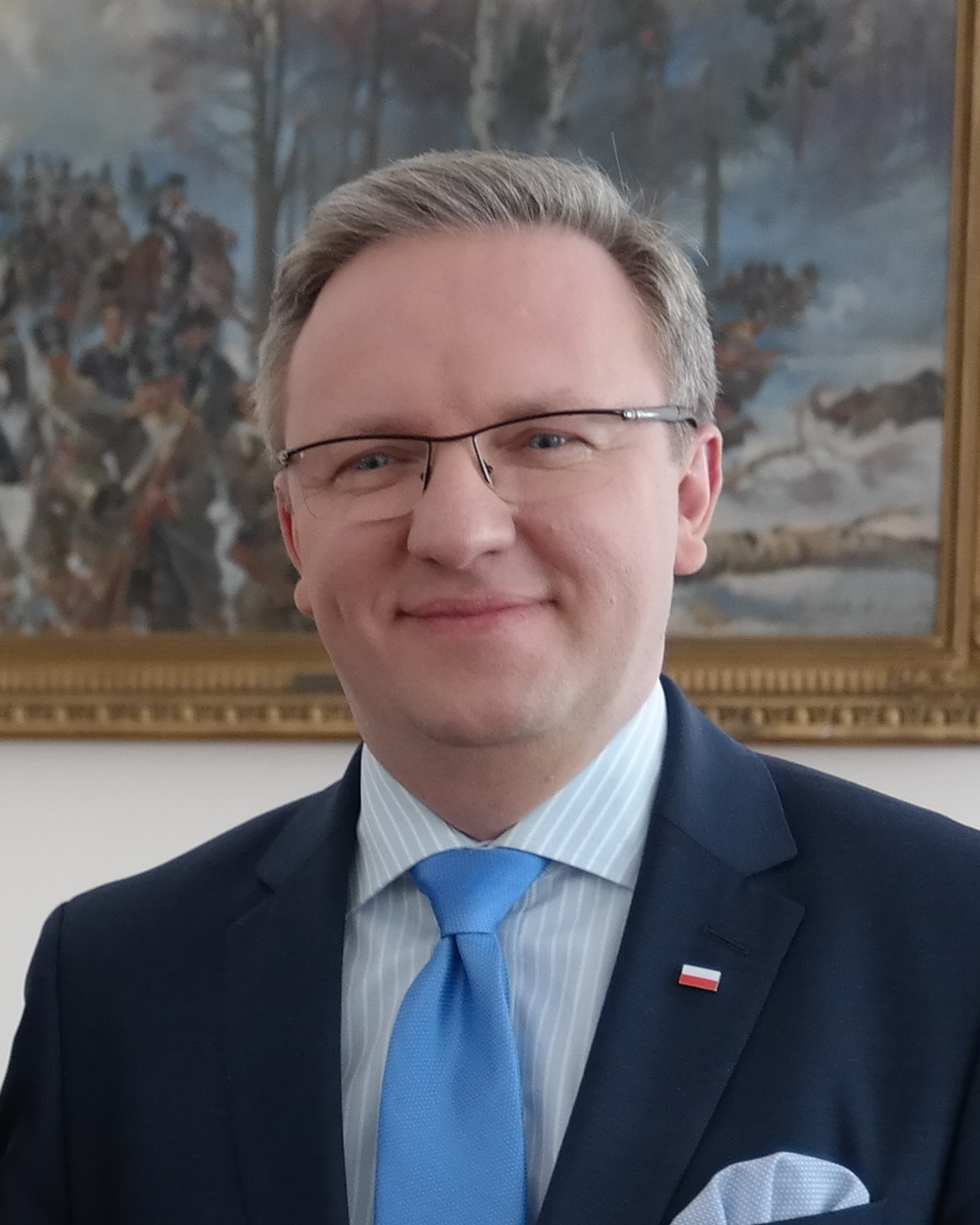
Krzysztof Szczerski (2016)

Krzysztof Szczerski (* 15. April 1973 in Krakau) ist ein polnischer Politologe an der Jagiellonen-Universität und Politiker (PiS). Von 2011 bis 2015 war er Abgeordneter des Sejm in der VII. Wahlperiode. 2015 wurde er unter Staatspräsident Andrzej Duda Staatssekretär in der Kanzlei des Präsidenten der Republik Polen, 2017 Kabinettschef. Seit August 2021 ist er Ständiger Vertreter seines Landes bei den Vereinten Nationen (UN) in New York.

## Leben und Beruf
Krzysztof Szczerski studierte an der Jagiellonen-Universität Politikwissenschaften, das Studium schloss er 1997 als Master ab. 2001 promovierte er am dortigen Institut für Politikwissenschaften und Internationale Beziehungen zum Doktor. 2010 habilitierte er sich an der Jagiellonen-Universität auf dem Gebiet der Politikwissenschaften. Für seine Habilitationsschrift Die Dynamik des europäischen Systems erhielt er den Preis des Ministerpräsidenten. 2018 wurde er Professor an der Jagiellonen-Universität.

## Politik
Von Januar bis September 2007 war Szczerski Unterstaatssekretär im polnischen Außenministerium. Bei der Europawahl 2009 kandidierte er erfolglos auf der Liste der Prawo i Sprawiedliwość (PiS).
Nach der Parlamentswahl 2011 am 9. Oktober wurde er in der 7. Wahlperiode Abgeordneter des Sejm der Republik Polen. Vom 26. Januar 2015 bis zum 24. Januar 2016 war er für Polen Mitglied der Parlamentarischen Versammlung des Europarates. Nach der Präsidentschaftswahl 2015 wurde er unter Staatspräsident Andrzej Duda Staatssekretär in der Kanzlei des Präsidenten der Republik Polen und schied daraufhin aus dem Sejm aus, 2017 wurde er Kabinettschef.
2019 wurde er von der polnischen Regierung als Stellvertreter des NATO-Generalsekretärs Jens Stoltenberg vorgeschlagen, die Position erhielt Mircea Geoană. Im Juli 2019 wurde er von der polnischen Regierung als Kandidat als EU-Kommissar der Kommission von der Leyen I nominiert. Ende August 2019 zog Szczerski seine Kandidatur zurück, nachdem Ursula von der Leyen Polen für das Portfolio für Landwirtschaft vorgeschlagen hatte. In der Folge wurde Janusz Wojciechowski nominiert.
Im August 2021 folgte er Joanna Wronecka als Ständiger Vertreter seines Landes bei den Vereinten Nationen (UN) in New York nach.

## Auszeichnungen (Auswahl)
- 2010: Preis des Ministerpräsidenten für die Habilitationsschrift Die Dynamik des europäischen Systems[5]
- 2019: Großkomtur des Ordens für Verdienste um Litauen[15]
- 2019: Großoffizier des Ordens Stern von Rumänien[16]
- 2020: Ritterkreuz des Ungarischen Verdienstordens[17]
- 2021: Offizierskreuz des Ordens Polonia Restituta[18]
- 2021: Träger des Ukrainischen Verdienstordens[19]
- 2023: Ehrenmedaille Bene Merito[20]
- Großkreuz des Orden Leopolds II.[21]
- Tomáš-Garrigue-Masaryk-Orden[21]
- Komtur mit Stern des Orden des Löwen von Finnland[21]
- Großkreuz des Norwegischen Verdienstordens[21]